# Avengers (truyện tranh)
Avengers (tiếng Việt: Biệt Đội Báo Thù), là một nhóm các nhân vật siêu anh hùng hư cấu xuất hiện trong sách truyện tranh Mỹ, được phát hành bởi Marvel Comics. Đội Avengers lần đầu xuất hiện trong The Avengers #1 (tháng 9 năm 1963), tạo ra bởi nhà văn-biên tập viên Stan Lee và họa sĩ-nhà đồng sáng lập Jack Kirby, lấy cảm hứng từ thành công mà Justice League of America DC Comics có được.
Được gọi là "những siêu anh hùng mạnh nhất của Trái Đất", đội Avengers ban đầu bao gồm Hank Pym, Hulk, Người Sắt, Thor, và Wasp. Bản gốc của Captain America đã được tìm thấy khi mắc kẹt ở trong băng (số báo #4), và gia nhập nhóm khi họ hồi sinh anh ta. Một danh sách quay đã để lại dấu ấn, mặc dù vẫn xoay quanh một chủ đề: đội Avengers chiến đấu để chống lại "những kẻ mà không một siêu anh hùng nào có thể đơn độc chống lại được". Đội nổi tiếng với tiếng gọi chiến đấu: "Avengers tập hợp!", đội bao gồm những con người đặc biệt, dị nhân, robot, người ngoài hành tinh, sinh vật siêu nhiên và thậm chí cả những nhân vật phản diện trước đây.
Nhóm nghiên cứu đã xuất hiện trên nhiều phương tiện truyền thông bên ngoài truyện tranh, bao gồm một số loạt phim truyền hình hoạt hình khác nhau và các bộ phim trực tiếp. Bộ phim hành động trực tiếp năm 2012 The Avengers, do Joss Whedon đạo diễn, đã lập nhiều kỷ lục trong thời gian hoạt động phòng vé, bao gồm một trong những lần ra mắt lớn nhất ở Bắc Mỹ, với tổng doanh thu cuối tuần là 207,4 triệu đô la. Một bộ phim Avengers thứ hai có tựa đề Avengers: Đế chế Ultron được phát hành vào ngày 1 tháng 5 năm 2015. The Avengers cũng xuất hiện trong phần tiếp theo thứ ba của Captain America: Nội chiến siêu anh hùng được phát hành vào ngày 6 tháng 5 năm 2016. Tiếp theo là Avengers: Cuộc chiến vô cực, trở thành bộ phim siêu anh hùng đầu tiên thu về hơn 2 tỷ đô la và được phát hành vào ngày 27 tháng 4 năm 2018. Một bộ phim thứ tư, Avengers: Hồi kết, dự kiến phát hành vào ngày 26 tháng 4 năm 2019.

## Lịch sử xuất bản
Đội lần đầu xuất hiện trong The Avengers #1 (tháng 9 năm 1963). Giống như Justice League, Avengers là một tập hợp của các siêu anh hùng tồn tại từ trước, được tạo ra bởi Lee và Jack Kirby. Trong series đầu này, xuất bản hai tháng một kỳ từ số báo #6 (tháng 7 năm 1964) và sau đó xuất bản hàng tháng một kỳ từ số báo #402 (tháng 9 năm 1996), cùng với phần ngoại truyện hàng năm, series nhỏ và một series siêu lớn xuất bản hàng quý trong một thời gian ngắn giữa thập niên 70.
Một loạt ngoại truyện khác bao gồm West Coast Avengers, lúc đầu xuất bản như một series nhỏ với 4 ấn phẩm trong năm 1984, theo sau là một series 102 ấn phẩm (tháng 10/1985 - tháng 1/1994), đổi tên thành Avengers West Coast qua số báo #47, và loạt 40 ấn phẩm Solo Avengers (tháng 12/1987-tháng 1/1991) đổi tên thành Avengers Spotlight qua số báo #21.
Giữa năm 1996 và 2004, Marvel tung ra 3 bộ Avengers cơ bản. Trong năm 1996, "Heroes Reborn" đã diễn ra trong một vũ trụ khác, với một lịch sử mới không liên quan đến phần chính của Marvel.
The Avengers tập 3 được xuất bản lại và kéo dài 84 ấn phẩm từ tháng 2/1998 đến tháng 8/2004. Cùng với việc ấn phẩm thứ 500 của loạt phim gốc sẽ có nội dung gì, Marvel đã thay đổi cách đánh số, và The Avengers #500-503 (tháng 9- tháng 12 năm 2004), các one-shot Avengers Finale (tháng 1 năm 2005) đã trở thành cốt truyện "Avengers rời rạc" và là ấn phẩm cuối cùng. Vào tháng 1 năm 2005, một phiên bản mới của nhóm xuất hiện trong tiêu đề đang diễn ra  The New Avengers, theo sau The Mighty Avengers, Avengers: The Initiative, và Dark Avengers. Avengers tập 4 ra mắt vào tháng 7 năm 2010 và tiếp tục cho đến tháng 1 năm 2013. Tập 5 đã được xuất bản vào tháng 2 năm 2013. Sau Secret Wars, một đội Avengers mới ra mắt, một đội Avengers hoàn toàn mới, hoàn toàn khác biệt, bắt đầu với một ngày xem truyện miễn phí.

## Tiểu sử

##### Thập niên 60
Khi thần Asgard Loki tìm cách trả thù người anh của mình - Thor, âm mưu của hắn vô tình thu nạp Người Kiến, Wasp, và Iron Man để giúp Thor và Hulk, người mà Loki đã sử dụng như một con tốt. Sau khi nhóm đánh thắng được Loki, Người Kiến nói rằng năm người họ đã làm việc với nhau rất tốt nên đề nghị họ lập thành một nhóm; Wasp đặt tên cho nhóm là Avengers.
Mọi thứ thay đổi gần như ngay lập tức; vào đầu số thứ hai, Người kiến đã trở thành Người Khổng Lồ, và vào cuối số báo, Hulk rời đội vì bất đồng quan điểm. Đội trưởng Mỹ sớm gia nhập đội trong số #4. Avengers đã chiến đấu với nhiều kẻ thù như Baron Zemo, người sáng lập Masters of Evil, Kang the Conqueror, Siêu Nhân, và Count Nefaria.
Sau đó Đội trưởng Mỹ từ chức; ba nhân vật phản diện trước đây là Hawkeye, Scarlet Witch, và Quicksilver gia nhập đội. Người Khổng Lồ bây giờ tự đặt tên cho mình là Goliath, và Wasp tái gia nhập đội. Hercules đã trở thành một phần của đội. Black Knight và Black Widow đóng góp nhiều cho Avengers nhưng không trở thành thành viên cho đến những năm sau đó. Người Nhện đã hoạt động với tư cách một thành viên nhưng không tham gia nhóm. Báo Đen tham gia sau khi giải cứu đội từ Grim Reaper. Theo sau là sự ra đời của robot Vision. Hank Pym lấy nhân dạng Yellowjacket, một phiên bản tự tin hơn trong số #59, và cưới Wasp ngay tháng sau đó.
Trụ sở của Avengers được đặt tại một tòa nhà ở thành phố New York, gọi là Avengers Mansion, một tòa nhà do Tony Stark (tên thật của Iron Man) tặng cho đội. Tòa nhà được quản lý bởi Edwin Jarvis, quản gia trung thành của Avengers, và được trang bị các hệ thống công nghệ và quốc phòng cao cấp, và bao gồm chế độ chính của giao thông vận tải: năm động cơ Quinjet.
Câu chuyện diễn ra trước phần truyện chính của Avengers số #1 1/2 (tháng 12 năm 1999) của nhà văn Roger Stern và nghệ sĩ Bruce Timm, kể một câu chuyện theo phong cách retro đang diễn ra giữa số #1 và #2, về chi tiết Người Kiến quyết định biến đổi mình thành Người Khổng Lồ.

##### Thập niên 70
Nhóm gặp phải nhân vật mới như Arkon trong số #75 (tháng 4 năm 1970), và Red Wolf trong # 80 (tháng 9 năm 1970). Cuộc phiêu lưu của nhóm tăng nhiều đến mức chưa đội nào vượt qua và chiến đấu với Squadron Supreme, và đã chiến đấu trong cuộc chiến tranh Kree-Skrull, một trận chiến sử thi giữa người ngoài hành tinh Kree, Skrull và Captain Marvel. The Avengers giải tán trong một thời gian ngắn khi Skrulls mạo danh Captain America, Thor, và Iron Man sử dụng quyền hạn của mình, và giải tán nó. Sau đó Avengers lại được thành lập, khai trừ Wasp, và cải cách đội sau khi nhận được khiếu nại từ Jarvis.

## TrongVũ trụ Điện ảnh Marvel
The Avengers là một chủ đề cốt truyện phổ biến trong các bộ phim của Vũ trụ Điện ảnh Marvel, bắt đầu ngay từ khi Người sắt trong đó "Sáng kiến Avengers" được giới thiệu. Sáng kiến được tiết lộ vào cuối phim Đại úy Marvel khi Nick Fury đặt tên cho nó sau khi nhìn thấy tên gọi của Carol Danvers trên máy bay phản lực của cô.
- Marvel Studios đã phát hành bộ phim live-action The Avengers vào ngày 4 tháng 5 năm 2012.[[2][3] Joss Whedon đã viết và đạo diễn bộ phim..[4] [19] Các thành viên trong nhóm diễn viên bao gồm Robert Downey, Jr. trong vai Người sắt, [20] Chris Evans trong vai Captain America, [21] Mark Ruffalo trong vai Hulk, [22]Chris Hemsworth trong vai Thor, [23] Scarlett Johansson trong vai Đen Góa phụ, [24] và Jeremy Rennertrong vai Hawkeye.[25] Bộ phim mô tả câu chuyện nguồn gốc của đội.